# Chorizococcus interruptus
Chorizococcus interruptus är en insektsart som beskrevs av Mckenzie 1964. Chorizococcus interruptus ingår i släktet Chorizococcus och familjen ullsköldlöss. Inga underarter finns listade i Catalogue of Life.